# Эмилия Юлиана Барби-Мюлингенская
Эми́лия Юлиа́на Ба́рби-Мюли́нгенская (нем. Aemilie Juliane von Barby-Mühlingen; 19 августа 1637, замок Хайдексбург в Рудольштадте, Графство Шварцбург-Рудольштадт — 3 декабря 1706, Рудольштадт, Графство Шварцбург-Рудольштадт) — принцесса из дома Барби-Мюлинген, дочь Альбрехта Фридриха, графа Барби и Мюлингена. Жена рейхсграфа Альберта Антона; в замужестве — рейхсграфиня Шварцбург-Рудольштадта. Сторонница пиетизма; автор лютеранских церковных гимнов. Святая.

## Биография

### Семья и ранние годы
Эмилия Юлиана родилась в Рудольштадте 19 августа 1637 года. Она была дочерью Альберта Фридриха, графа Барби и Мюлингена и графини Урсулы Ольденбург-Дельменхорстской, дочери Кристиана IX, графа Дельменхорста из дома Ольденбургов.
Во время Тридцатилетней войны родители Эмилии Юлианы, исповедавшие лютеранство, укрылись в замке Хайдесбург у Людвига Гюнтера I, графа Шварцбург-Рудольштадта, который приходился им родственником. Жёны графов Барби-Мюлингена и Шварцбург-Рудольштадта были сёстрами.
Мать Эмилия Юлианы умерла в 1642 году. Отец скончался годом ранее. Опеку над осиротевшей пятилетней племянницей взяла на себя тётка, Эмилия Ольденбург-Дельменхорстская. Девочка росла и воспитывалась вместе с детьми графа и графини Шварцбург-Рудольштадта. Наставником юных аристократов был автор церковных гимнов, впоследствии занявший пост канцлера, Агасфер Фрич. Во время обучения Амалия Юлиана показала высокую успеваемость по истории и теологии. В четырнадцатилетнем возрасте она уже сочиняла стихи на латинском и немецком языках.

### Брак и потомство
7 июля 1665 года  Эмилия Юлиана сочеталась браком с двоюродным братом, Альбертом Антоном (2.03.1641 — 15.12.1710), графом Шварцбург-Рудольштадта. В браке у супругов родились двое детей :
- Людвиг Фридрих (19[1] /25.10.1667 — 24.06.1718), с 1710 года князь Шварцбург-Рудольштадта под именем Людвига Фридриха I, 15 октября 1691 года сочетался браком с Анной Софией Саксен-Готской (22.12.1670 — 28.12.1728);
- Альбертина Антония (род. и ум. 1668), умерла через три дня после рождения.

Эмилия Юлиана умерла 3 декабря 1706 года.

## Автор церковных гимнов
Эмилия Юлиана является автором почти 600 духовных песен. Она считается одной из предшественниц пиетизма. Её гимны «Бог привел меня сюда» (EG 329) и «Кто знает, как конец мой близок?» (EG 530) входят в Книгу протестантских песнопений. Последнюю песню Иоганн Себастьян Бах включил в три свои кантаты (BWV 27, BWV 84 и BWV 166). Авторству Амалии Юлианы принадлежат не только песни о смерти, но и почти обо всех бытовых ситуациях, например, духовные песни «Для родителей, когда они отправляют ребенка в школу» или «Перед разделением [наследства]».

## Память
Имя Эмилии Юлианы Барби-Мюлингенской внесено в Лютеранский церковный календарь под 3 декабря.

## Сочинения
- Geistliche Lieder (1683)

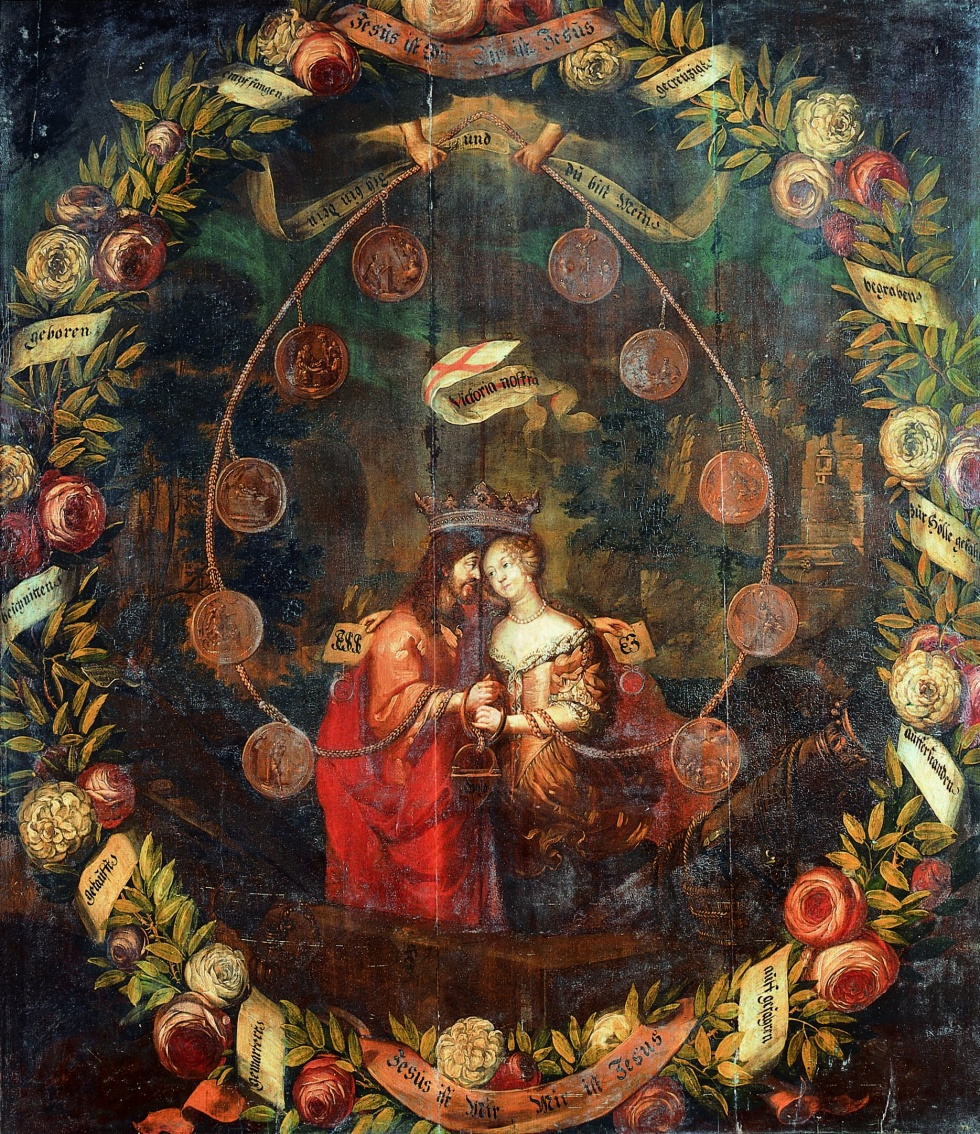
Зиверт Ламмерс. «Амалия Юлиана, невеста Христа» (1676—1680). Замок Хайдексбург

- Geistliches Weiber-Aqua-Vit, Das ist, Christliche Lieder und Gebete, Vor, bey und nach Erlangung Göttlichen Ehe-Segens, Wie auch Bey andern darbey sich begebenden Fällen zu gebrauchen: Aus Landes-Mütterlichen Hertzen, Mund und Hand Ihren Landes-Kindern zu erwünschter, kräftiger Erbauung aus Gottes H. Wort zubereitet und mit getheilet (1683)
- Tägliches Morgen-, Mittags- und Abendopfer (1685)
- Allerley Specerey Zum süssen Geruch Für dem Herrn, Das ist: Geistliche Reim-Gebet- und Seufftzerlein: Für all und jede Personen, auf allerhand im gemeinen Leben fürfallende Begebenheiten gerichtet (1714)
- Kühlwasser In grosser Hitze des Creutzes und der Trübsal, Oder Christliche Creutz-Lieder, Gebet und Sprüche (1685, 1714)
- Der Freundin des Lammes Geistlicher Braut-Schmuck Zu Christlicher Vorbereitung Auf die Hochzeit des Lam[m]es: In Lieder, Gebete und Seuffzer abgefasset und mitgetheilet; Mit einem Vorbericht, In welchem von dem Liede: Wer weiß, wie nahe mir mein Ende: Nöthige Erinnerung geschiehet (1714)
- Der Freundin des Lammes geistlicher Braut-Schmuck: welcher von derselben zu christlicher Vorbereitung auf die Hochzeit des Lammes, in Lieder, Gebete und Seuffzer verfasset, und im Jahr 1714. zum erstenmahl zum Drucke übergeben, auf Verlangen aber … vermehret und in Ordnung gebracht worden (1742)

- Der Freundin des Lammes … Theil 1, Benebst einem Vorbericht, in welchem von dem Liede: Wer weiß wie nahe mir mein Ende &c. nöthige Erinnerung geschiehet (1742)
- Der Freundin des Lammes … Theil 2, Der Freundin des Lammes täglicher Umgang mit Gott (1742)

- Beicht- und Abendmahlsbüchlein: Aus den Buss- und Comunion-Andachten (1870)
- Allerhand poetische Gedancken (1702—1706)